# Беломорско-балтийски канал
Беломорско-балтийският канал (на руски: Беломорско-Балтийский канал), съкратено Беломорканал и ББК, в Северозападна Русия съединява северното Бяло море с Балтийско море.
Открит е на 2 август 1933 г. с наименованието Беломорско-балтийски канал „Сталин“ (Беломорско-Балтийский канал имени Сталина). Името на Сталин е премахнато от наименованието през 1961 г. Считан е за гордост на Първата планова петилетка (1929 – 1932) на СССР, но не е включен в списъка на „Великите строежи на комунизма“.
Каналът е построен между 1931 и 1933 г. в рекордно кратки срокове по нареждане на Йосиф Сталин чрез принудителния труд на затворниците, които работят едновременно по 100 000 души, при нечовешки условия. Прокарването на канала струва живота на повече от 12 000 затворници от лагерите на ГУЛаг (от общо 126 000 работници) по данни от Русия. Според американската изследователка Ан Апълбаум броят на смъртните случаи е 25 000.
Общата дължина на канала е 227 километра. На него има 19 шлюза. Трасето на канала започва от Сорокския залив на Бяло море край гр. Беломорск, Република Карелия, преминава през Онежкото и Ладожкото езеро и достига през Ленинградска област до Финския залив на Балтийско море при Санкт Петербург.
На името на канала са наименувани съветските папироси „Беломорканал“.